# Середостіння
Середості́ння (лат. mediastinum) — простір між лівим і правим плевральними мішками. Спереду воно обмежене грудниною (sternum), ззаду грудним відділом хребта (pars thoracica columnae vertebralis), знизу — діафрагмою (diaphragma), верхня межа утворена апертурою грудної клітки (apertura thoracis superior).

## Назва
Латинський термін mediastinum пов'язаний з прикметником medius («середній»); на його форму справив вплив іменник mediastinus («прислужник, асистент»). Українська назва походить від співзвучного з оригіналом церк.-слов. средостѣніє («середня стіна»).

## Анатомія
Середостіння умовно ділять на верхнє і нижнє. Межа проходить: спереду у місці переходу рукоятки грудини у тіло; ззаду на рівні міжхребцевого хряща між 4 і 5 грудними хребцями.
У верхньому середостінні розташована вилочкова залоза, права і ліва плечеголові вени, верхня частина верхньої порожнистої вени, дуга аорти і її гілки, частина трахеї, верхня частина стравоходу, нерви.
Нижнє середостіння ділиться на переднє, заднє і середнє. У передньому (між тілом грудини і передньою стінкою перикарда) розташовані внутрішні грудні артерії, вени і білягрудинні лімфатичні судини. В середньому розташоване серце зі своїми судинами. Заднє (між хребтом і задньою стінкою перикарда) містить грудну частину аорти, непарну і напівнепарну вени, нерви, стравохід, лімфатичні вузли.